# Castelo Dudhope

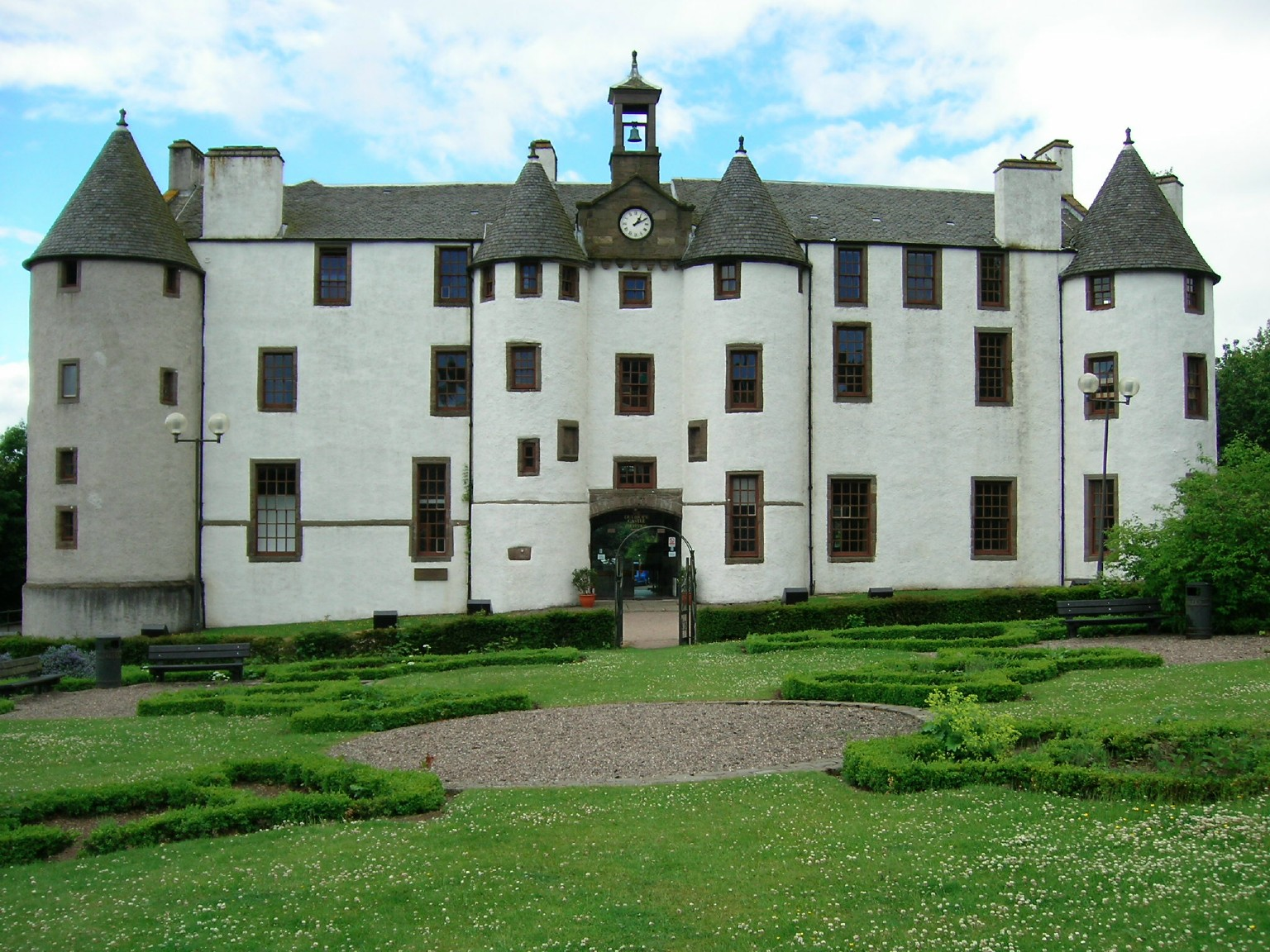
Castelo Dudhope, Escócia.

O Castelo Dudhope (em língua inglesa Dudhope Castle) é um castelo localizado em Dundee, Escócia. 
Encontra-se classificado na categoria "A" do "listed building" desde 12 de julho de 1963.